# Лі Йон Сан
Лі Ен Сан (кор. 이영상, нар. 24 лютого 1967) — південнокорейський футболіст, що грав на позиції півзахисника.
Виступав, зокрема, за клуби «Анйан Юніверсіті» та «ПОСКО Атомс», а також національну збірну Південної Кореї.

## Клубна кар'єра
У дорослому футболі дебютував 1988 року виступами за команду «Анйан Юніверсіті», в якій провів один сезон. 
Протягом 1990—1991 років захищав кольори клубу «Ел Джі Чітас».
У 1993 році перейшов до клубу «ПОСКО Атомс», за який відіграв 3 сезони. Завершив професійну кар'єру футболіста виступами за команду «Пхохан Стілерс» у 1996 році.

## Виступи за збірну
У 1989 році дебютував в офіційних матчах у складі національної збірної Південної Кореї.
Загалом протягом кар'єри в національній команді, яка тривала 8 років, провів у її формі 17 матчів.